# Passovia ensifera
Passovia ensifera är en tvåhjärtbladig växtart som beskrevs av Kuijt. Passovia ensifera ingår i släktet Passovia och familjen Loranthaceae. Inga underarter finns listade i Catalogue of Life.